# Veelkleurige lori
De veelkleurige lori (Psitteuteles versicolor) is een vogel uit de onderfamilie Lori's (Loriinae). Het is een endemische vogelsoort uit Australië.

## Kenmerken
De veelkleurige lori is 17-20 cm groot. De hoofdkeur is groen. De kruin is helder rood en de snavel is rood. Kenmerkend voor deze soort is een brede lichte ring rond het oog als een soort bril, verder een roodachtige vlek boven op de borst, onder de keel.

## Verspreiding en leefgebied
Het leefgebied bestaat uit Eucalyptusbossen, maar ook wel bloesemdragende bomen in steden en dorpen.
Het verspreidingsgebied van de veelkleurige lori ligt in het noorden van de deelstaten West-Australië, Noordelijk Territorium en Noord-Queensland.

## Status
De veelkleurige lori heeft een enorm groot verspreidingsgebied en daardoor alleen al is de kans op de status kwetsbaar (voor uitsterven) uiterst gering. De grootte van de populatie is niet gekwantificeerd, maar de vogel is geen zeldzaamheid. Om deze redenen staat deze lori als niet bedreigd op de Rode Lijst van de IUCN.